# Напълно безгрижна
„Напълно безгрижна“ (на английски: Happy-Go-Lucky) е британски трагикомичен филм от 2008 г. на режисьора Майк Лий. Премиерата е на 12 февруари 2008 г. на кинофестивала в Берлин, а по кината във Великобритания филмът излиза на 18 април 2008 г.

## Актьорски състав
| Актьор             | Роля       |
| ------------------ | ---------- |
| Сали Хокинс        | Полин Крос |
| Еди Марсан         | Скот       |
| Алексис Зегерман   | Зои        |
| Андрея Райзбъро    | Доун       |
| Шинед Матюс        | Алис       |
| Силвестра Ле Тузел | Хедър      |

## Награди и номинации
| Категория                                       | Номиниран(и)                         | Резултат                    |
| Оскар (22 февруари 2009 г.)                     | Оскар (22 февруари 2009 г.)          | Оскар (22 февруари 2009 г.) |
| ----------------------------------------------- | ------------------------------------ | --------------------------- |
| Най-добър оригинален сценарий                   | Майк Лий                             | номинация                   |
| Златен глобус (11 януари 2009 г.)               |                                      |                             |
| Най-добра актриса в мюзикъл или комедия         | Сали Хокинс                          | награда                     |
| Най-добър филм – мюзикъл или комедия            | Най-добър филм – мюзикъл или комедия | номинация                   |
| Европейски филмови награди (6 декември 2008 г.) |                                      |                             |
| Най-добър филм                                  | Най-добър филм                       | номинация                   |
| Най-добра актриса                               | Сали Хокинс                          | номинация                   |
| Сателит (14 декември 2008 г.)                   |                                      |                             |
| Най-добър филм – мюзикъл или комедия            | Най-добър филм – мюзикъл или комедия | награда                     |
| Най-добра актриса в мюзикъл или комедия         | Сали Хокинс                          | награда                     |
| Емпайър (29 март 2009 г.)                       |                                      |                             |
| Най-добра актриса                               | Сали Хокинс                          | номинация                   |